# Palaeopsychops setosus
Palaeopsychops setosus  (лат.) — ископаемый вид сетчатокрылых насекомых рода Palaeopsychops  из семейства Ithonidae (ранее в Polystoechotidae). Обнаружен в эоценовых отложениях Канады (Horsefly River Locality, British Columbia, Канада, около 50 млн лет).
Размер заднего крыла —  40,0×17,0 мм.
Вид Palaeopsychops setosus был впервые описан в 2006 году американским палеоэнтомологом Брюсом С. Арчибальдом (S. B. Archibald; Department of Organismic and Evolutionary Biology, Harvard University, Museum of Comparative Zoology, Cambridge, США) и российским энтомологом Владимиром Н. Макаркиным (Биолого-почвенный институт ДВО РАН, Владивосток, Россия) вместе с таксонами Palaeopsychops marringerae, Palaeopsychops quadratus, Palaeopsychops douglasae, Palaeopsychops timmi, Polystoechotites lewisi, Polystoechotites barksdalae, Polystoechotites falcatus и другими новыми ископаемыми видами. Таксон Palaeopsychops setosus включён в состав рода Palaeopsychops Andersen 2001. Сестринские таксоны: P. abruptus, P. angustifasciatus, P. dodgeorum, P. latifasciatus, P. maculatus, P. douglasae, P. marringerae, P. quadratus, P. timmi.